# Monostrato auto-assemblato
Un monostrato auto-assemblato o, secondo l'acronimo anglosassone, SAM (Self-Assembled Monolayer), è uno strato organizzato di molecole anfifiliche in cui una delle estremità della molecola, il “gruppo di testa” (head group), mostra una speciale affinità per un substrato. I SAM sono costituiti anche da una coda (tail) a cui può essere legato un gruppo funzionale nella parte finale come mostrato nella figura 1.

Figure 1. Rappresentazione di una struttura di SAM

I monostrati auto-assemblati (SAM) vengono creati tramite il chemioassorbimento di “gruppi di testa” idrofili sopra un substrato dalla fase sia di vapore che liquida seguita da una lenta organizzazione bi-dimensionale di gruppi terminali idrofobici. Inizialmente, le molecole di adsorbato formano una massa disordinata di molecole o una “fase lying down ”, e per un certo periodo di ore, cominciano a formare strutture cristalline o semicristalline sulla superficie del substrato. I “gruppi di testa” idrofili si assemblano insieme sul substrato, mentre i gruppi di coda idrofobici si aggregano lontano dal substrato. Le aree di molecole impacchettate compatte (close-packed) si raccolgono nel nucleo e crescono fino a che la superficie del substrato non si copra di un unico monostrato.
Le molecole di adsorbato adsorbono facilmente perché riescono ad abbassare l'energia superficiale del substrato e sono stabili a causa del forte chemioassorbimento dei “gruppi di testa”. Questi legami creano monostrati che sono più stabili dei legami fisioassorbiti degli strati di Langmuir–Blodgett. I legami tiolo-metallici, per esempio, sono dell'ordine di 100 kJ/mol, rendendo il legame stabile in un'ampia varietà di temperature, solventi e potenziali. I monostrati si ammassano strettamente a causa delle interazioni di van der Waals, riducendo in tal modo la propria energia libera. L'adsorbimento può essere descritto dalla isoterma di adsorbimento di Langmuir se vengono trascurate le interazioni laterali. Se non lo possono essere, l'adsorbimento viene meglio descritto dalla isoterma di Frumkin.

## Tipi di monostrati auto-assemblati
La selezione del tipo di gruppo di testa dipende dall'applicazione del monostrato autoassemblato. In genere, i gruppi di testa sono collegati a una catena alchilica in cui l'estremità del terminale può essere funzionalizzata (vale a dire aggiungendo i gruppi –OH, –NH3 o –COOH) per variare la bagnatura (wetting) e le proprietà interfacciali. Un substrato appropriato viene scelto per reagire con il gruppo di testa. I substrati possono essere superfici piane, come il silicio e i metalli, o superfici curve, come le nanoparticelle. Gli alcantioli sono le molecole più comunemente utilizzate per i monostrati auto-assemblati e nella catena alchilica, catena (C-C) ⁿ, come la dorsale (back bone), un gruppo di coda e un gruppo di testa S-H. Essi sono usati su substrati di metallo nobile a causa della forte affinità dello zolfo per questi metalli. L'interazione oro zolfo è di @45kcal/mol semi-covalente. Inoltre, l'oro è un materiale inerte e biocompatibile che è facile da acquisire. È anche facile modellare tramite litografia, una caratteristica utile per le applicazioni in sistemi nanoelettromeccanici (NEMS). Inoltre, è in grado di sopportare trattamenti chimici aggressivi di pulitura. I silani sono generalmente utilizzati su superfici di ossidi non metallici.

## Preparazione dei monostrati auto-assemblati
I substrati di metallo usati nei SAM possono essere prodotti attraverso le tecniche di deposizione fisica da vapore, elettrodeposizione o deposizione senza elettroni. I SAM degli alcantioli prodotti per adsorbimento dalla soluzione sono fatti immergendo un substrato dentro una soluzione diluita di alcantiolo in etanolo per una durata che va da 12 a 72 ore a temperatura ambiente ed essiccato con azoto. I SAM possono anche essere adsorbiti dalla fase di vapore. Per esempio, i SAM di clorosilano (il quale può anche essere adsorbito dalla fase liquida) sono spesso creati in una camera di reazione tramite silanizzazione dove il vapore di silano fluttua oltre il substrato per formare il monostrato.

## Caratterizzazione dei monostrati auto-assemblati
Le strutture dei SAM sono in massima parte determinati utilizzando tecniche di microscopia a scansione di sonda come la microscopia a forza atomica (AFM, Atomic Force Microscopy) e microscopia a effetto tunnel (STM, Scanning Tunneling Microscopy). La STM è stata in grado di aiutare a comprendere i meccanismi di formazione del SAM, a determinare inoltre le importanti caratteristiche strutturali che conferiscono ai MAS la loro integrità come entità di superficie stabile. In particolare la STM può raffigurare la forma, la distribuzione spaziale, i gruppi terminali e la loro struttura di impacchettamento. L'AFM offre uno strumento altrettanto potente senza l'obbligo da parte dei SAM di essere conduttori o semi-conduttori. 
L'AFM è stato utilizzato per determinare la funzionalità chimica, la conduttanza, le proprietà magnetiche, la carica superficiale e le forze di attrito dei MAS. Più recentemente, tuttavia, sono stati utilizzati metodi di diffrazione. La struttura può essere utilizzata per caratterizzare la cinetica e i difetti presenti sulla superficie del monostrato. Queste tecniche hanno inoltre mostrato differenze fisiche tra SAM con substrati planari e substrati di nanoparticelle.

### Difetti
Anche se l'avanzamento lento nella formazione del SAM rimuove spesso i difetti della pellicola, essi sono comunque inclusi nella struttura del SAM finale. I difetti possono essere causati sia da fattori esterni che da quelli intrinseci. I fattori esterni includono la pulitura del substrato, il metodo di preparazione e la purezza degli adsorbati. I SAM formano intrinsecamente i difetti dovuti alla termodinamica di formazione. “L'elevata copertura dell'adsorbato presente nel SAM è infatti termodinamicamente instabile”.

### Proprietà delle nanoparticelle
La struttura dei SAM dipende anche dalla curvatura del substrato. I SAM basati sulle nanoparticelle, comprendenti colloidi e nanocristalli, “stabilizzano la superficie reattiva della particella e presenta gruppi funzionali organici nell'interfaccia solvente-particella”. Questi gruppi funzionali organici sono utili per applicazioni, come i test immunologici, che dipendono dalla composizione chimica della superficie.

## Cinetica
Ci sono prove sul fatto che la formazione dei SAM avviene in due fasi, una veloce iniziale di adsorbimento e una seconda più lenta di organizzazione del monostrato. L'adsorbimento avviene nell'interfacce liquido-liquido, liquido-vapore e liquido-solido. Il trasporto delle molecole alla superficie si verifica a causa di una combinazione della diffusione e del trasporto convettivo. Secondo il modello cinetico di Langmuir o Avrami il tasso di deposizione sulla superficie è proporzionale allo spazio libero della superficie.
{\displaystyle \mathbf {k(1-\theta )} ={\frac {d\theta }{dt}}.}
Dove θ è la somma proporzionale di area depositata e k è la costante del tasso. Sebbene questo modello sia robusto, esso è utilizzato solo per approssimazioni dato che fallisce nel prendere in considerazione i processi intermedi.
Una volta che le molecole sono alla superficie si verifica l'auto-organizzazione in tre fasi:
1. Una fase di bassa densità con dispersione casuale di molecole sulla superficie.
2. Una fase di densità intermedia con molecole conformazionali disordinate o molecole stese sulla superficie.
3. Una fase ad alta densità con ordine impacchettato compatto e con le molecole situate normali alla superficie del substrato. Le transizioni di fase in cui si forma un SAM dipendono dalla temperatura dell'ambiente rispetto alla temperatura del punto triplo, la temperatura in cui la punta della fase di bassa densità si interseca con la regione della fase intermedia. A temperature al di sotto del punto triplo la crescita passa dalla fase 1 alla fase 2, dove si formano molte isole con la struttura del SAM finale, ma circondati in modo casuale da molecole, in modo simile alla nucleazione nei metalli, in quanto queste isole si sviluppano più grandi intersecandosi e formando i confini fino a quando non finiscono nella fase 3, come si vede qui sotto.

A temperature al di sopra del punto triplo la crescita è più complessa e può prendere due strade. Nel primo percorso le teste dei SAM si organizzano per le loro vicine posizioni finali con i gruppi di coda liberamente formati nella parte superiore. Poi nel transito per la fase 3, i gruppi di coda diventano ordinati e si raddrizzano. Nel secondo percorso le molecole iniziano da una posizione giacenti lungo la superficie. Queste poi si formano in isole di SAM ordinate, dove crescono nella fase 3, come si vede qui sotto.

La natura in cui i gruppi di coda si auto-organizzano in un monostrato rettilineo ordinato dipende dall'attrazione inter-molecolare, o forze di Van der Waals, tra i gruppi alchilici e quelli di coda. Per minimizzare l'energia libera dello strato organico, le molecole adottano conformazioni che permettono un alto grado di forze di Van der Waals con qualche legame idrogeno. Le piccole dimensioni delle molecole del SAM sono qui importanti perché le forze di Van der Waals si originano dai dipoli di molecole e sono quindi molto più deboli rispetto alle circostanti forze di superficie su scale più grandi. Il processo di assemblaggio inizia con un piccolo gruppo di molecole, di solito due, così abbastanza vicine che le forze di Van der Waals superano la forza circostante. Le forze tra le molecole si auto-orientano in modo che siano nella loro diritta configurazione ottimale. Poi, come le altre molecole si avvicinano, interagiscono con queste molecole già organizzate nello stesso modo e diventano una parte del gruppo conformato. Quando questo si verifica in una vasta area, le molecole si sostengono a vicenda nella formazione della loro forma di SAM, come descritto nella figura 1. L'orientamento delle molecole può essere descritto con 2 parametri, α e β. α è l'angolo di inclinazione della dorsale (backbone) dalla superficie normale. In applicazioni tipiche α varia da 0 a 60 gradi a seconda del substrato e del tipo di molecola del SAM. β è l'angolo di rotazione lungo l'asse della molecola. β è di solito compreso tra i 30 ei 40 gradi.
Molte delle proprietà del SAM, come lo spessore, sono determinate nei primi minuti. Tuttavia, il processo può richiedere ore a causa dei difetti da eliminare tramite la ricottura (annealing) e per le proprietà del SAM finale da determinare. L'esatta cinetica di formazione del SAM dipende dalle proprietà dell'adsorbato, solvente e substrato. In generale, tuttavia, la cinetica dipende dalle condizioni di preparazione di entrambi e dalle proprietà del materiale del solvente, dell'adsorbato e del substrato. In particolare, la cinetica per l'adsorbimento da una soluzione liquida dipendono da:
- Temperatura – la preparazione a temperatura migliora la cinetica e riduce i difetti.
- La concentrazione di adsorbato nella soluzione – basse concentrazioni richiedono tempi di immersione più lunghi[3][4] e spesso creano domini cristallini più elevati.[4]
- La purezza dell'adsorbato – le impurità possono colpire le proprietà fisiche finali del SAM
- Sporco e contaminazione sul substrato - le imperfezioni possono causare difetti nel SAM.

La struttura finale del SAM dipende anche dalla lunghezza della catena e dalla struttura sia dell'adsorbato che del substrato. L'impedimento sterico e le proprietà del substrato metallico, per esempio, possono influenzare la densità dell'impacchettamento della pellicola, mentre l'estensione della catena colpisce lo spessore del SAM. La maggiore lunghezza della catena fanno aumentare anche la stabilità termodinamica.

## Modellazione dei monostrati auto-assemblati

### 1. Attrazione a livello locale
Questa prima strategia coinvolge a livello locale la deposizione di monostrati auto-assemblati sulla superficie solo dove la nanostruttura sarà poi situata. Questa strategia è vantaggiosa perché implica metodi ad alto rendimento che in genere comportano meno passaggi rispetto alle altre due strategie. Le tecniche più importanti che utilizzano questa strategia sono:
- Stampa a micro contatto

La stampa a micro contatto è analoga all'inchiostro di stampa con un timbro di gomma. Le molecole del MAS sono inchiostrate su un timbro elastomerico pre-formato con un solvente e trasferite alla superficie del substrato, mediante stampaggio. La soluzione del SAM viene applicata al timbro intero, ma solo le aree che sono a contatto con la superficie consentono di trasferire i SAM. Il trasferimento del SAM è un processo di diffusione complesso che dipende dal tipo di molecola, dalla concentrazione, dalla durata del contatto e dalla pressione applicata. I tipici timbri usano il PDMS perché le sue proprietà elastomeriche, E = 1,8 MPa, gli permettono di adattarsi al contorno delle micro-superfici e alla sua bassa energia di superficie, γ = 21.6 dyn / cm². Questo è un processo parallelo e può quindi posizionare in breve tempo oggetti in scala nanometrica su una vasta area.
- Nanolitografia dip-pen

La nanolitografia dip-pen (DPN, Dip-Pen Nanolithography) è un processo che utilizza un microscopio a forza atomica per trasferire molecole sulla punta (tip) di un substrato. Inizialmente la punta è immersa in un serbatoio con un inchiostro. L'inchiostro sulla punta evapora lasciando le molecole desiderate attaccate alla punta. Quando la punta è messa in contatto con la superficie, si forma un menisco d'acqua tra la punta e la superficie conseguente alla diffusione delle molecole dalla punta verso la superficie. Queste possono avere un raggio di decine di nanometri e, quindi, Le molecole del SAM possono essere depositate in modo molto preciso su una posizione specifica della superficie. Questo processo venne scoperto da Chad Mirkin e collaboratori alla Northwestern University.

### 2. Rimozione a livello locale
La strategia di rimozione a livello locale inizia con la copertura di tutta la superficie con un SAM. Poi le sue singole molecole vengono rimosse dal luogo in cui non è desiderata la deposizione di nanostrutture. Il risultato finale è lo stesso di quello ottenuto con la strategia di attrazione a livello locale, differendone nel modo in cui questo viene raggiunto. Le tecniche più importanti che utilizzano questa strategia sono:
- Microscopio a effetto tunnel

Il microscopio a effetto tunnel può rimuovere le molecole del SAM in molti modi diversi. Il primo è quello di rimuovere meccanicamente trascinando la punta attraverso la superficie del substrato. Tale tecnica non è quella più desiderata, poiché queste punte sono costose e trascinandole causano molta usura e riduzione della qualità della punta. Il secondo modo è quello di degradare o desorbire le molecole del SAM colpendole con un fascio di elettroni. Il microscopio a effetto tunnel può inoltre rimuovere i SAM dal desorbimento di campo il quale accresce la diffusione di superficie.
- Microscopio a forza atomica

L'uso più comune di questa tecnica consiste nel rimuovere le molecole del SAM mediante un processo chiamato "rasatura" (shaving), dove la punta del microscopio a forza atomica viene trascinata lungo la superficie meccanicamente rimuovendo le molecole. Un microscopio a forza atomica può anche rimuovere le molecule del SAM tramite la nanolitografia per ossidazione locale.
- Irradiazione dell'ultravioletto

In questo processo, la luce UV viene proiettata sulla superficie con un SAM attraverso un modello di apperature in una pellicola di cromo. Questo porta all'ossidazione della foto delle molecole del SAM, che possono quindi essere lavate via in un solvente polare. Tale processo ha risoluzioni di 100nm e richiede un tempo di esposizione di 15-20 minuti.

### 3. Modifica dei gruppi di coda
La strategia finale si concentra non sulla deposizione o la rimozione dei SAM, ma sulla modifica dei gruppi terminali. Nel primo caso il gruppo terminale può essere modificato per rimuovere la funzionalità in modo che molecola del SAM resterà inerte. Alla stessa maniera il gruppo terminale può essere modificato per aggiungere funzionalità in modo che possa accettare materiali diversi o avere proprietà diverse rispetto all'originale gruppo terminale del SAM. Le principali tecniche che utilizzano questa strategia sono:
- fascio di elettroni concentrati e l'irradiazione ultravioletta

L'esposizione ai fasci di elettroni e la luce UV modificano la chimica del gruppo terminale. Alcuni dei cambiamenti che possono verificarsi includono la scissione dei legami, la formazione di doppi legami carbonio, cross-linking delle molecole adiacenti, la frammentazione di molecole e il disordine conformazionale.
- microscopio a forza atomica

Una punta conduttiva del microscopio a forza atomica può essere in grado di creare una reazione elettrochimica che può cambiare il gruppo terminale.

## Applicazioni dei monostrati auto-assemblati

### Pellicola sottile di monostrati auto-assemblati
I SAM sono un rivestimento di superficie economico e versatile per le applicazioni che comprendono il controllo di bagnatura e aderenza, la resistenza chimica, la bio-compatibilità, la sensibilizzazione e il riconoscimento molecolare per i sensori e la nano-fabbricazione. Le aree di applicazione per i SAM comprendono la biologia, elettrochimica ed elettronica, sistemi nanoelettromeccanici (NEMS) e microelettromeccanici (MEMS), e prodotti quotidiani per la casa. I SAM possono servire da modello per lo studio delle proprietà della membrana di cellule e organelli e l'attaccamento di cellule sulle superfici. I SAM possono essere utilizzati anche per modificare le proprietà di superficie degli elettrodi per l'elettrochimica, l'elettronica generale e i vari sistemi NEMS e MEMS. Ad esempio, la proprietà dei SAM possono essere utilizzate per controllare il trasferimento di elettroni in elettrochimica. Possono servire a proteggere i metalli da prodotti chimici corrosivi e acidi per acqueforti. I SAM possono anche ridurre l'adesività dei componenti NEMS e MEMS in ambienti umidi. Allo stesso modo, i SAM possono alterare le proprietà del vetro. Un prodotto di casa comune, Rain-X, utilizza i SAM per creare un monostrato idrofobico sul parabrezza delle auto onde tenerli chiari dall'impatto della pioggia.
I SAM a film sottile possono essere posti sopra nanostrutture, rendendole in questo modo funzionali. Ciò è vantaggioso perché la nanostruttura può così selettivamente attaccarsi ad altre molecole o a SAM. Questa tecnica è utile nei biosensori o altri dispositivi MEMS che necessitano di separare un tipo di molecola dal suo ambiente. Un esempio è rappresentato dall'uso delle nanoparticelle magnetiche per rimuovere un fungo dal flusso sanguigno. La nanoparticella è rivestita con un SAM che si lega al fungo. Siccome il sangue contaminato viene filtrato attraverso un dispositivo MEMS, le nanoparticelle magnetiche sono inserite all'interno di sangue dove si legano al fungo e vengono dunque portati via magneticamente dalla corrente sanguigna in un vicino flusso di rifiuti laminari..

### Monostrati auto-assemblati modellati
I SAM sono anche utili nel depositare nanostrutture, perché ogni molecola di adsorbato può essere adattata ad attrarre due materiali diversi. Le attuali tecniche utilizzano la testa per attirare su una superficie, come un piatto d'oro. Il gruppo terminale viene quindi modificato per attirare un determinato materiale come una nanoparticella, filo, nastro o altra nanostruttura. In questo modo, ovunque viene modellato un MAS su una superficie, ci saranno nanostrutture collegate ai gruppi di coda. Un esempio è l'uso di due tipi di SAM per allineare singoli nanotubi di carbonio "singlewalled" (SWNT, Single-Walled NanoTubes). La nanolitografia dip-pen venne utilizzata per modellare un SAM di acido 16-mercaptoesadecanoico (MHA, MercaptoHexadecanoic Acid) e il resto della superficie venne passivata con un SAM di 1-ottadecanetiolo (ODT). Come il solvente portava i SWNT evaporati, questi venivano attratti dal SAM di MHA a causa della sua natura idrofila. Una volta che i SWNT venivano a trovarsi abbastanza vicini al SAM di MHA, vi si attaccano a causa delle forze di Van der Waals. Chad Mirkin, Schatz e loro collaboratori, utilizzando questa tecnica,  sono stati in grado di fare due forme dimensionali complesse; una rappresentazione di una forma creata viene mostrata a destra.
Un'altra applicazione di SAM modellati è la funzionalizzazione di biosensori. I gruppi di coda possono essere modificati in modo che abbiano un'affinità per cellule, proteine o molecole. Il SAM può essere collocato su un biosensore in modo che i legami di queste molecole possano essere rilevati. La capacità di modellare questi SAM permette loro di essere posizionati in configurazioni che aumentano la sensibilità senza danneggiare o interferire con altri componenti del biosensore.